# Louisiana blues
Le Louisiana blues est un genre de blues qui se distingue par des rythmes lourds qui produisent une musique sombre et intense. Il s'est développé dans la période après la Seconde Guerre mondiale dans l'état de la Louisiane. De ce style est né un sous-genre, le swamp blues (principalement aux alentours de Bâton-Rouge), qui souligne et amplifie le caractère sombre et les rythmes lourds du Louisiana blues standard.
Les deux genres ont atteint un sommet dans la popularité au cours des années 1960 et ont été couverts par un certain nombre d'artistes rock. L'intérêt a diminué à la fin des années 1960, mais il y a eu des réveils occasionnels depuis les années 1970.

## Artistes de Louisiana blues
- Nathan Abshire
- Marcia Ball
- Lonnie Brooks/Guitar Junior
- Slim Harpo
- Lazy Lester
- Lightnin' Slim
- Lonesome Sundown
- Raful Neal
- Tabby Thomas
- Leroy Washington
- Katie Webster
- Robert Pete Williams
- Snooks Eaglin
- Louisiana Red
- Mighty Sam McClain
- Roscoe Chenier
- Bobby Parker